# Molossops aequatorianus
Molossops aequatorianus är en fladdermusart som beskrevs av Cabrera 1917. Molossops aequatorianus ingår i släktet Molossops och familjen veckläppade fladdermöss. IUCN kategoriserar arten globalt som sårbar. Inga underarter finns listade i Catalogue of Life.
Djuret listas ibland som ensam art i släktet Cabreramops.
Fram till sen 1990-talet var bara fyra exemplar kända som hade en kroppslängd (huvud och bål) av 5,0 till 5,2 cm, en svanslängd av 2,9 till 3,1 cm och cirka 3,6 cm långa underarmar. Liksom hos de flesta andra familjemedlemmar förekommer tydliga veck i de övre läpparna. Avståndet mellan öronen på hjässan är kortare än hos andra släktmedlemmar. I underkäken finns två framtänder per sida och överkäken har en premolar per sida. Pälsfärgen är rödbrun och vikten ligger vid 5 gram.
Arten förekommer i en mindre region i Ecuador. Individer upptäcktes i ett område som senare blev omvandlat till jordbruksmark. Denna fladdermus jagar insekter.